# Reichersberg
Reichersberg è un comune austriaco di 1 529 abitanti nel distretto di Ried im Innkreis, in Alta Austria; ha lo status di comune mercato (Marktgemeinde).